# Aeroportul Edson
Aeroportul Edson (IATA: YET, ICAO: CYET) este un aeroport din Alberta, Canada. Aeroportul a fost tranzitat în 2012 de 0 pasageri.
Situat la o altitudine de 928 m, aeroportul dispune de o singură pistă.